# José Soto
José Alberto Soto Gómez (Lima, 11 de janeiro de 1970) é um ex-futebolista e treinador peruano, que atuava como defensor.

## Carreira

### Clubes
Iniciou a sua carreira em 1987, no Deportivo Municipal. Ficou por lá até 1992, quando seu desempenho levou os dirigentes do Sporting Cristal a contratá-lo para a temporada de 1993.
Saiu do Cristal em 1994 para atuar no futebol mexicano, mais precisamente pelo Puebla, onde teve um desempenho tímido. Regressou ao Peru em 1999 para defender o Alianza Lima pela primeira vez, mas esta passagem foi sem brilho: em dezoito jogos, nenhum gol.
Soto voltou ao México em 2000, para jogar no Celaya (último clube de Hugo Sánchez), mas novamente teve que retornar de vez ao Peru no ano seguinte, novamente para militar com a camisa do Alianza Lima.
Soto, cujo apelido é Pepe (ou Caudillo), pendurou as chuteiras em 2006, aos 36 anos, após a conquista de mais um Campeonato Nacional com os Aliancistas.

## Carreira internacional
Pepe Soto começou sua carreira internacional em 1992, mas a Seleção Peruana nao logrou classificação para as Olimpíadas daquele ano.
Penou também nas tentativas de classificar os alvirrubros para as Copas de 1994, 1998 e 2002.
Esteve em cinco Copas América, sempre com o irmão, Jorge Soto, ao seu lado.